# Тихий Дон (фільм, 1930)
Ти́хий Дон (рос. Тихий Дон) — радянський художній фільм, знятий режисерами Іваном Правовим та Ольгою Преображенською за однойменним романом Михайла Шолохова у 1930 році на центральній кіностудії «Союзкіно». Спочатку фільм був німим і лише у 1933 році озвучений.

## Історія створення
На момент зйомок, були відомі лише перші дві книги роману М. Шолохова «Тихий Дон», за якими й було знято німий фільм. Автор роману особисто консультував режисерів. Акцент у фільмі робився на взаємовідносинах Григорія та Аксиньї, на їх забороненому коханні.
Картина викликала несприйняття у тодішнього керівництва, її намагались заборонити до показу. Відразу ж після виходу фільму його режисери були виключені з Асоціації працівників революційної кінематографії з формулюванням «за потурання дрібнобуржуазним смакам класово чужим елементам».
У 1933 році фільм був озвучений.

## Виконавці і ролі
- Микола Підгорний[ru] — Пантелей Мелєхов
- Андрій Абрикосов — Григорій Мелєхов
- Олександр Громов — Петро Мелєхов
- Олена Максимова — Дар'я
- Емма Цесарська — Аксинья
- Георгій Ковров (Кувшинов)[ru] — Степан Астахов
- Раїса Пужна — Наталія
- Іван Биков — Горанжа
- С. Чураковський — Євген Листницький
- Василь Ковригін — Прокоп Мелєхов
- Г. Славатинська — турчанка
- Леонід Юренєв (немає у титрах)
- Тихон Диченський — отаман хутора (немає у титрах)